# Estádio Municipal Farid J. Resegue
Estádio Municipal Farid J. Resegue – stadion piłkarski w Bariri, São Paulo (stan), Brazylia.